# Бороре
Бороре (итал. Borore) је насеље у Италији у округу Нуоро, региону Сардинија.
Према процени из 2011. у насељу је живело 2164 становника. Насеље се налази на надморској висини од 391 м.

## Становништво
| 1931. | 1936. | 1951. | 1961. | 1971. | 1981. | 1991. | 2001. | 2011. |
| ----- | ----- | ----- | ----- | ----- | ----- | ----- | ----- | ----- |
| 2.435 | 2.527 | 2.917 | 2.699 | 2.225 | 2.508 | 2.531 | 2.352 | 2.190 |